# Јоргос Колетис
Јоргос Колетис грч. Γεώργιος Κολέττης је грчки бициклиста, који је учествовао на првим Олимпијским играма 1896 у Атини.
Колетис се такмичио у две дисциплине тркама на 10 и 100 километара на велодрому. Освојио је друго место у трци на 100 km, иза Леон Фламанг из Француске. Колетис и Фламанг су остали сами у трци до краја. Када је Фламанг прешшао кроз циљ, Колетис је завршио 289-и круг од 300 обавезних кругова од 333,3 метра.
У трци на 10 километара, Колетис је морао одустати после 7 километара због повреде руке добијене у судару са својим колегом из репрезентације Аристидисом Константинидисом.